# Бирюсинское муниципальное образование
Бирюсинское муниципальное образование — муниципальное образование со статусом сельского поселения в 
Тайшетском районе Иркутской области России. Административный центр — село Бирюса.

## Демография
По результатам Всероссийской переписи населения 2010 года    
численность населения муниципального образования составила 561 человек, в том числе 270 мужчин и 291 женщина.

## Населённые пункты
В состав муниципального образования входит населённый пункт Бирюса
.